# 岳喜芳
岳喜芳（1957年12月—），辽宁长海人。高中学历。
任辽宁省长海县大长山岛镇小盐场村党总支书记、村委会主任。
2015年1月15日，辽宁省第十二届人大常委会第十五次会议补选为第十二届全国人民代表大会代表。